# Centro de Investigaciones Históricas Mario Briceño Iragorry
El Centro de Investigaciones Históricas Mario Briceño Iragorry es una de las unidades investigativas adscritas a la Universidad Pedagógica Experimental Libertador, fundada el 13 de diciembre de 1976 en Caracas, Venezuela por un grupo de profesores universitarios e historiadores, [ con el objeto de estimular, realizar y desarrollar la investigación histórica. Esta organización surge como una iniciativa de la profesora Florilegio Jiménez de Arcondo, [ quien luego de culminar estudios doctorales en Sevilla, entusiasmó a los profesores del Departamento de Geografía e Historia para fundar un espacio en donde se formalizaran sus investigaciones. El centro inicia sus actividades en el piso 5 de la Torre Docentes del Instituto Pedagógico de Caracas hasta que fue posible concretar un espacio amplio con biblioteca en el piso 8. Con el pasar de los años, el CIHMBI ha mantenido activo el proceso de estudio y divulgación historiográfica, es así, como en 1984 crean la Revista Tiempo y Espacio, publicación que ya supera las setenta ediciones.    
El Centro ha promovido la participación de sus miembros en los eventos nacionales, en la Academia Nacional de la Historia, los Congresos de Historia Regional, y los organizados en las diferentes Universidades del país, además en Congresos de Americanistas en otros países del continente, en Europa y Asia. Su actual coordinador es el profesor Luis Fernando Castillo Herrera.

## Líneas de Investigación

### Relaciones Civiles y Militares
Tiene como objetivo estudiar las complejas relaciones existentes entre civiles y militares, atendiendo los diferentes enfoques teóricos que desde el siglo pasado han venido desarrollándose, la línea cuenta con un amplio recorrido y reconocimiento académico desde su fundación y dirección por el Dr. Domingo Irwin, [ uno de los historiadores más acuciosos en el problema del pretorianismo. 

### Proceso Histórico Venezolano
El objetivo es evaluar los diversos aspectos relacionados con el largo procesos histórico venezolano, la línea reúne diversas áreas temáticas tales como: Historia Política, Historia Territorial, Historia Económica, Pensamiento Latinoamericano, Historia de las Migraciones, entre otras.  

### Enseñanza de la Historia
Se enfoca principalmente en estudiar la historia de la educación en Venezuela, las complejidades de la didáctica, los nuevos enfoques y teorías que abordan el mundo de la enseñanza-aprendizaje de la Historia.   

### Aportes del Instituto Pedagógico de Caracas, a la Ciencia y la Cultura
Se trata de la más reciente línea de investigación aprobada por el comité académico del CIHMBI, su actual coordinadora es la Dra. Haydeé Vilchez. La línea se ha pautado como objetivo fundamental rescatar el impacto del Instituto Pedagógico de Caracas en diferentes áreas tanto  científicas como culturales.  

## Publicaciones
El Centro de Investigaciones Históricas Mario Briceño Iragorry (CIHMBI) ha desarrollado una importante labor en la publicación de investigaciones históricas, contribuyendo significativamente a la difusión del conocimiento sobre la historia de Venezuela y América Latina. Entre sus obras más recientes podemos mencionar: 
- Populismo: Poder, discurso e ideología[7] / Coordinado por Richard O. López
- Hoy Venezuela: Ensayos para entender un país complejo[8] / Coordinado por Luis Fernando Castillo Herrera
- Refugiados y migrantes venezolanos: Realidades y dramas de una crisis[9] / Coordinado por Victoria Capriles
- Violencia de género en Venezuela: Claves para un debate imprescindible[10] / Coordinado por Victoria Capriles
- De la ciudad hidalga a la ciudad criolla. Vida colonial en Trujillo de Nuestra Señora de la Paz[11] / Autor: Tarcila Briceño
- Memorias del siglo XX. Venezuela ante el mundo[12] / Coordinado por Luis Fernando Castillo Herrera